# Henri Coulet
Pour les articles homonymes, voir Coulet.
Henri Coulet, né le 18 mars 1920 à Bamako et mort le 7 décembre 2018 à Saint-Cyr-au-Mont-d'Or, est un critique littéraire français.
Il est spécialiste du roman et du théâtre français des XVIIe et XVIIIe siècles.

## Biographie
Henri Coulet fait ses études primaires à Montpellier puis au Perreux-sur-Marne. Il fréquente ensuite le lycée Michelet à Vanves et le lycée Henri-IV à Paris. Il est reçu à l’École normale supérieure en 1940 et obtient en 1944 l’agrégation de lettres, dont le concours a été retardé à cause de la guerre.
Il commence alors sa carrière au lycée de garçons de Metz (1944-1945), aujourd’hui lycée Fabert, puis au lycée de garçons de Clermont-Ferrand (1945-1948), avant de venir enseigner en classes préparatoires au lycée Thiers à Marseille. À partir de 1965 et jusqu’à sa retraite, il enseigne à l’université de Provence, en qualité d’assistant, de maître-assistant, de maître de conférences puis de professeur. Au cours de sa carrière, il a été professeur associé ou invité dans plusieurs universités : Göttingen, Copenhague, Fès, Pise, Toronto, Montréal, Middlebury (Vermont) et Albuquerque (Nouveau-Mexique).
Il prépare sa thèse sous la direction de Jean Fabre, la soutient en Sorbonne en 1972 et la publie chez Armand Colin en 1975 sous le titre Marivaux romancier, Essai sur l'esprit et le cœur dans les romans de Marivaux. Henri Coulet a dirigé de nombreux ouvrages collectifs, parmi lesquels l'anthologie Idées sur le roman, textes critiques sur le roman français, publiée chez Larousse, dans la collection « Textes essentiels », en 1992. Il a édité La Nouvelle Héloïse (Gallimard, Folio, 1993) dont il a établi le texte pour l'édition de la Pléiade (Rousseau, Œuvres complètes, II, Gallimard, Paris, 1961) sous la direction de Bernard Guyon.
Il dirige depuis 1983 aux éditions Desjonquères la collection « XVIIIe siècle », avec une soixantaine de titres qui contribuent à la redécouverte de textes oubliés ou inaccessibles.
Henri Coulet fonde en 1962, avec Jean Deprun et André Bourde, le Centre Aixois d'Études et de Recherches sur le 18e siècle (C.A.E.R. 18), dont il est le président d'honneur. Le C.A.E.R. 18 a organisé de nombreux colloques internationaux, dont le premier colloque universitaire sur le marquis de Sade, à Aix-en-Provence en février 1966, publié chez A. Colin en 1968.
Henri Coulet est un des membres fondateurs de la Société d'analyse de la topique romanesque (Sator), dont il discute le projet avec Nicole Boursier et Eglal Henein en 1985, lors d'un séjour à Montréal. Après une vaste enquête internationale, qui reçoit plus de 300 réponses, la réunion de fondation se tient à Paris au Collège de France l'année suivante ; Henri Coulet sera le premier président de la Sator[Quand ?], dont il définit ainsi l'objectif en 1995 : « Notre Société a un caractère très particulier: son objet d'étude n'est pas une discipline générale comme l'histoire littéraire ou la narratologie, ni une époque limitée comme le XVIIe siècle ou le XVIIIe siècle, mais une forme d'expression, ou un modèle narratif spécifique ».

## Œuvres
- Henri Coulet, Idées sur le roman, textes critiques sur le roman français, Paris, Larousse, coll. « Textes essentiels », 1992.
- Henri Coulet, Le Roman jusqu'à la Révolution, Paris, Armand Collin, coll. « U », 1967-1968.
- Henri Coulet, Marivaux romancier. Essai sur l'esprit et le cœur dans les romans de Marivaux, Paris, Armand Colin, 1975, 538 p.Prix André-Barré de l'Académie française en 1976.
- Henri Coulet, Études sur le roman français au XVIIIe siècle, Paris, Honoré Champion, 2014

### Éditions
- Œuvres de Prévost, t. IV, Presses universitaires de Grenoble, mars 1982.
- Crébillon Fils (Claude-Propsper Jolyot De), La Nuit et le Moment suivi de Le Hasard du coin du feu (Dialogues), Paris, Desjonquères, 1983.
- Charles Pinot-Duclos, Mémoires pour servir à l'histoire des mœurs du XVIIIe siècle, Paris, Desjonquères, 1986.
- Jean-Baptiste Louvet De Couvray, Quelques notices pour l'histoire et le récit de mes périls depuis le 31 mai 1793  (préf. Michel Voyelle), Paris, Desjonquères, 1988.
- Diderot, Satire première, Le Neveu de Rameau, Diderot, Œuvres complètes, t. XII, Paris, 1989.
- Idées sur le roman. Textes critiques sur le roman français XII-XXe siècle  (Avec la collaboration de Rose Fortassier), Paris, Larousse, 1992.
- Lahontan, Dialogues de M. le baron de Lahontan et d'un sauvage dans l'Amérique, Paris, Desjonquères, 1992.
- Jean-Jacques Rousseau, La Nouvelle Héloïse, Paris, Gallimard, coll. « Folio », 1993.
- Marivaux, théâtre complet  (En collaboration avec Michel Gilot), Paris, Gallimard, NRF, 1994.
- Pygmalions des Lumières, Anthologie, Paris, Desjonquères, 1998
- Marivaux, Le triomphe de l'amour, Paris, Gallimard, coll. « Folio Théâtre », 1998.
- Marivaux, L’île des Esclaves, Paris, Gallimard, coll. « Folio Théâtre », 2000.
- Marivaux, L’épreuve, Paris, Gallimard, coll. « Folio Théâtre », 2003.
- Marivaux, La Surprise de l'amour, Paris, Gallimard, coll. « Folio Théâtre », 2005.
- Marivaux, La seconde Surprise de l'amour, Paris, Gallimard, coll. « Folio Théâtre », 2005.
- Les Sincères. Les Acteurs de bonne foi, Paris, Gallimard, coll. « Folio Théâtre », 2008.
- Nouvelles du XVIIIe siècle, Paris, Gallimard, NRF, 2002.
- Charles de Fieux, chevalier de Mouhy, La Paysanne parvenue ou les Mémoires de Madame la Marquise de L. V., Paris, Desjonquères, 2005.
- Jean-Jacques Rousseau, Narcisse ou l'Amant de lui-même, comédie, Paris, Desjonquères, 2008.
- Robert Mauzi, L'Art de vivre d'une femme au XVIIIe siècle, suivi du Discours sur le bonheur de Madame du Châtelet, Paris, l'Esprit des lettres, Desjonquères, 2008.

## Prix
- Prix Broquette-Gonin 1968[5].
- Prix André-Barré 1976[5].